# 荻野忠寛
荻野 忠寛（おぎの ただひろ、1982年4月26日 - ）は、東京都町田市出身の元プロ野球選手（投手）、指導者。右投右打。現役時代は千葉ロッテマリーンズに所属し、リリーフとして活躍。退団後は社会人野球の日立製作所硬式野球部に所属していた。
現役時代のニックネームは、自身の背番号と、リリーフとして無失点に抑える投球から「ミスターゼロ」。

## 来歴

### プロ入り前
東京都町田市出身。四人兄弟の次男。小学2年生の時に野球を始める。桜美林高等学校を経て神奈川大学に進学、2年上に加藤大輔がいた。3年秋には明治神宮大会で初戦から先発し、準決勝では青学大の高市俊と投げ合って完投、決勝でも救援登板したが降板後にサヨナラ負けで準優勝。4年時の2004年には大学選手権に出場して初戦完投勝利し、2回戦で完投も那須野巧（日大）の前に敗戦。神奈川大学リーグで通算50試合登板、33勝7敗、防御率0.87。最優秀選手（3年秋～）3季連続、ベストナイン4回、2年春・フレッシュマン（新人）賞、3年春・ベストプレイヤー（敢闘）賞。3年春のリーグ戦でノーヒットノーラン達成。
大学卒業後の2005年、日立製作所に入社。1年目からエースとしてチームを引っ張り、第76回都市対抗野球大会に出場を果たした。社会人2年目の翌2006年、第77回都市対抗野球大会北関東2次予選では、荻野の所属する日立製作所は出場権を巡って住友金属鹿島・富士重工業を相手に予選だけでなく3度ものプレーオフを戦ったが、荻野はこれらの試合のほとんどに登板した。プロ入り後の週刊ベースボール誌のインタビューでは「野球人生の中でこの時が一番きつかった」と語っている。結局この年は自チームでの都市対抗野球出場は逃したものの、住友金属鹿島の補強選手として本大会に出場、1回戦で先発投手を任され、後に東京ヤクルトスワローズ入りする衣川篤史とバッテリーを組んだ。
同年秋の大学生・社会人ドラフト会議において千葉ロッテマリーンズから4巡目指名を受け、12月6日に仮契約し入団。背番号0は2006年シーズンまで社会人チームの先輩、諸積兼司が着けていた。ロッテの投手が背番号0を着けるのは吉田篤史以来。これに伴い、2007年時点で背番号0の投手は佐藤宏志、金剛弘樹に次いで3人目となった。

### ロッテ時代

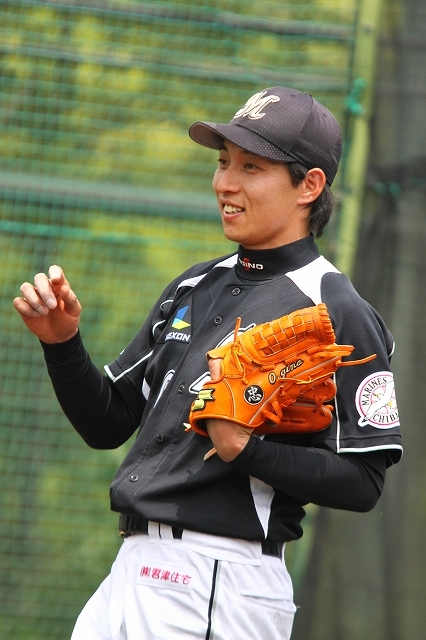
2011ロッテ浦和球場

2007年は6月24日のヤクルト戦で、中継ぎとして登板し2球を投げただけでプロ初勝利をあげる。ピンチにも全く動じない強心臓でチームの数々のピンチを救い、チームの2位通過に大きく貢献した。最終的な成績は58試合に登板して1勝3敗1セーブ、防御率2.21で、中継ぎエースの薮田安彦に次ぐ21ホールドポイントも記録した。
2008年は前年退団した小林雅英に代わる新守護神に定着。前半戦は度々痛打されサヨナラ負けを喫した事もあったもののその後は安定した投球を見せ、9月27日のソフトバンク戦で前年小林が記録した27セーブを上回り、終わってみればトップのオリックス・加藤大輔に3つ差と迫るリーグ3位の30セーブをマークし、小林の穴を完全に埋めた。
2009年も開幕から抑えに指名され5月中旬まで自責0を続けていたが、5月14日のソフトバンク戦で長谷川勇也、田上秀則の連続HRでサヨナラ負けを喫すると一気に調子を落とし、防御率5点台で6月には抑えをシコースキーに譲って中継ぎに回った。その後は防御率を3点台に戻し、被本塁打数が多かったものの、復調して主に勝ち試合の8回を任され（セットアッパー）、3年連続50試合登板、10ホールド9セーブを記録した。
2010年、同姓の荻野貴司が入団したことにより、「荻野忠」表記となる。前年終盤に痛めた右肘が悪化し、右肘遊離軟骨除去手術を受けるなど、怪我に見舞われたためプロ入り初の一軍登板無しに終わる。
2011年も怪我の影響で2年連続での一軍登板無しに終わった。自身の誕生日でもある4月26日に結婚。
2012年6月17日に一軍登録され、6月28日の埼玉西武ライオンズ戦（QVCマリンフィールド）の9回表に2年8ヶ月ぶりの一軍マウンドに上り、1イニングを無失点に抑えた。
2013年は2010年以来の開幕一軍となったが、6月18日に右肩関節鏡視下ガングリオン切除手術を受けた。また、走り込みの際に左膝を捻り、前十字靭帯を断裂。全治10ヶ月の怪我となった。
2014年、リハビリを続け9月8日の二軍戦に復帰するも、10月5日に球団から戦力外通告を受けた。12月2日、自由契約公示された。

### 社会人野球復帰
2015年から、ロッテ入団前に所属していた日立製作所野球部へ復帰。日立製作所の正社員として働きながら、2年間にわたって選手生活を継続した。
その一方で、NPB球団でのプレー再開を希望していることから、2016年11月12日には阪神甲子園球場で開催の12球団合同トライアウトに参加。ロッテ時代のユニフォーム姿で登板すると、シートバッティング形式ながら、打者3人を相手に1奪三振1与四球という結果を残した。また、同年の学生野球資格回復研修を受講したうえで、翌2017年2月7日に日本学生野球協会より学生野球資格回復の適性認定を受けたことにより、学生野球選手への指導が可能となった。

### 現役引退後
2016年末に現役引退して社業に就いたものの、野球教室を開いたときに子供たちへ野球を指導したいという気持ちが強くなり日立製作所を退職。自ら考案した指導理論である「スポーツセンシング」を普及するため、一般社団法人スポーツメディカルコンプライアンス協会にて理事として勤めながら講演や指導者として活動している。
2023年より、社会人野球・JFE東日本のコーチに就任した。
2025年からジャイアンツ U15ジュニアユースの投手コーチに就任。

## 選手としての特徴
抜群のコントロールを武器に強気なピッチングで相手を攻めるのが特徴。プロ1年目の2007年に17試合連続無失点を記録し、プロ2年目の2008年からはリリーフエースとしてクローザーに抜擢された。
しかし、登板過多により晩年は故障がちであり、プロ生活で通算5度の手術を経験している。

## 詳細情報

### 年度別投手成績
| 年 度     | 球 団     | 登 板 | 先 発 | 完 投 | 完 封 | 無 四 球 | 勝 利 | 敗 戦 | セ 丨 ブ | ホ 丨 ル ド | 勝 率 | 打 者 | 投 球 回 | 被 安 打 | 被 本 塁 打 | 与 四 球 | 敬 遠 | 与 死 球 | 奪 三 振 | 暴 投 | ボ 丨 ク | 失 点 | 自 責 点 | 防 御 率 | W H I P |
| --------- | --------- | ----- | ----- | ----- | ----- | -------- | ----- | ----- | -------- | ----------- | ----- | ----- | -------- | -------- | ----------- | -------- | ----- | -------- | -------- | ----- | -------- | ----- | -------- | -------- | ------- |
| 2007      | ロッテ    | 58    | 0     | 0     | 0     | 0        | 1     | 3     | 1        | 20          | .250  | 214   | 53.0     | 43       | 2           | 13       | 4     | 2        | 35       | 2     | 0        | 15    | 13       | 2.21     | 1.06    |
| 2008      | ロッテ    | 58    | 0     | 0     | 0     | 0        | 5     | 5     | 30       | 1           | .500  | 245   | 58.2     | 51       | 3           | 20       | 1     | 3        | 41       | 2     | 0        | 19    | 16       | 2.45     | 1.21    |
| 2009      | ロッテ    | 53    | 0     | 0     | 0     | 0        | 3     | 3     | 9        | 10          | .500  | 210   | 49.1     | 48       | 6           | 13       | 2     | 2        | 39       | 3     | 0        | 23    | 20       | 3.65     | 1.24    |
| 2012      | ロッテ    | 5     | 0     | 0     | 0     | 0        | 0     | 0     | 0        | 1           | .000  | 23    | 5.2      | 5        | 2           | 1        | 0     | 0        | 3        | 0     | 0        | 2     | 2        | 3.18     | 1.15    |
| 2013      | ロッテ    | 4     | 0     | 0     | 0     | 0        | 0     | 0     | 0        | 0           | ----  | 26    | 5.2      | 6        | 1           | 3        | 0     | 0        | 2        | 0     | 0        | 4     | 4        | 6.35     | 1.59    |
| 通算：5年 | 通算：5年 | 178   | 0     | 0     | 0     | 0        | 9     | 11    | 40       | 32          | .450  | 718   | 172.1    | 153      | 14          | 50       | 7     | 7        | 120      | 7     | 0        | 63    | 55       | 2.87     | 1.18    |

- 2013年度シーズン終了時

### 記録
- 初登板：2007年4月17日、対オリックス・バファローズ4回戦（千葉マリンスタジアム）、7回表2死に3番手で救援登板、1回1/3を無失点
- 初奪三振：同上、8回表に大西宏明から空振り三振
- 初ホールド：2007年4月21日、対東北楽天ゴールデンイーグルス4回戦（フルキャストスタジアム宮城）、8回裏に4番手で救援登板、1回無失点
- 初勝利：2007年6月24日、対東京ヤクルトスワローズ4回戦（明治神宮野球場）、7回裏2死から3番手で救援登板、1/3回無失点
- 初セーブ：2007年9月19日、対福岡ソフトバンクホークス20回戦（千葉マリンスタジアム）、8回表2死に4番手で救援登板・完了、1回1/3を無失点

### 背番号
- 0 （2007年 - 2014年）

### 登場曲
- 「銀河鉄道999」EXILE